# Parafia św. Mikołaja i św. Doroty w Kwiatkowicach
Parafia Świętego Mikołaja i Świętej Doroty w Kwiatkowicach – parafia rzymskokatolicka znajdująca się w archidiecezji łódzkiej w dekanacie konstantynowskim. Parafię prowadzą księża diecezjalni.